# Belavatha, Gubbi
Belavatha là một làng thuộc tehsil Gubbi, huyện Tumkur, bang Karnataka, Ấn Độ.